# 托勒密六世
托勒密六世「愛母者」，（希臘語：Πτολεμαῖος Φιλομήτωρ，约前186年—前145年），古埃及托勒密王朝国王（前180年—前164年、前163年—前145年在位）。
托勒密六世是托勒密五世和王后克麗奧佩脫拉一世之長子，當其父前180年去世时尚是年僅6歲的孩子，王國在他的母后攝政管理，直到前178年或前177年克麗奧佩脫拉去世為止。至前169年，攝政之位之後轉由她母親的近臣歐拉尤斯（Eulaeus）和勒那烏斯（Lenaeus）擔任。從前170年開始，托勒密六世和他的妹妹兼王后克麗奧佩脫拉二世、弟弟托勒密八世三人共治，一同成為王國的統治者。在他统治期间，埃及不僅與外部塞琉古帝國針對敘利亞地區进行一連串戰爭，內部與自己弟弟托勒密八世爭奪王國統治權。在第六次敘利亞戰爭中，托勒密王朝軍隊被徹底擊敗，埃及本土也遭受塞琉古帝國軍隊先後兩次入侵，與塞琉古帝國的戰爭結束不久後幾年，於前164年托勒密八世奪取托勒密六世的權位，並把他從埃及驅逐出去。
在前163年，首都亞歷山卓的希臘公民轉而反對托勒密八世的統治，他們邀請托勒密六世歸國，重新登上王位。在第二次統治時期，托勒密六世與弟弟的爭權、和與塞琉古帝國的衝突中都雙雙獲得成功，儘管托勒密八世有著羅馬共和國的干涉和支持，他還是把弟弟趕到昔蘭尼加為王，多次阻止弟弟掌控賽普勒斯來防止八世以此為跳板重新入主埃及。另一方面，托勒密六世趁著塞琉古帝國陷入王位繼承紛爭時進行干涉，他先後對不同的塞琉古王位宣稱者給與支持，並激起塞琉古帝國內戰，這場內戰後續持續一代人的時間並嚴重消耗塞琉古國力。托勒密六世最後武力干涉內戰，率軍發動新一輪敘利亞戰爭，眼看就要從塞琉古帝國手中重新奪回巴勒斯坦和腓尼基地區，還在前145年奧諾帕魯斯河戰役中擊敗了塞琉古國王亞歷山大·巴拉斯。最終儘管會戰獲得勝利，但托勒密六世自己也深受重傷，在戰役結束不久就傷重離世，戰爭中所獲得的領土隨即失去，王位也落到托勒密八世手中。

## 背景和早期生涯

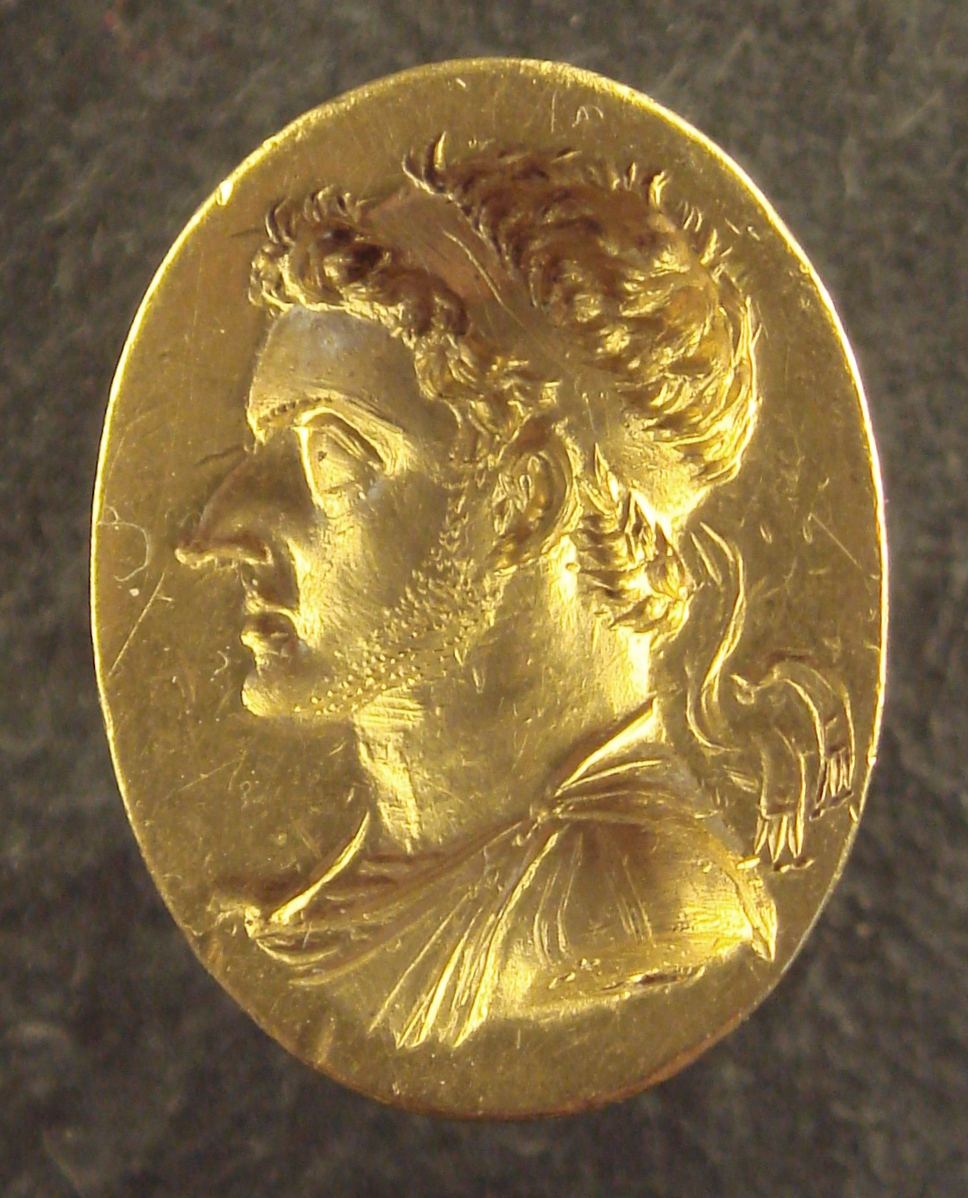
金器上托勒密六世頭戴希臘式王權頭帶（diadem）之肖像

托勒密六世是托勒密五世和王后克麗奧佩脫拉一世之長子，其父在前204年成為托勒密埃及的統治者，其統治時間被第五次敘利亞戰爭所壟罩，這場與塞琉古國王安條克三世的戰爭中，托勒密埃及的軍隊遭到大挫敗，失去柯里敘利亞和猶地亞地區，使國力大為衰弱，失去一流強國的地位。在停戰和約中，托勒密五世在前194年被迫迎娶安條克三世的女兒克麗奧佩脫拉一世，婚禮舉辦在安條克三世曾經吃過大敗的拉菲亞戰役遺址，象徵塞琉古帝國對托勒密埃及的成功復仇。
托勒密六世可能在前186年出生，約在5月或6月。該年份推斷是因前186年的菲萊二號教令（Philae I decree）和前185/184年菲萊一號教令（Philae I decree）相比而來。他的母后克麗奧佩脫拉一世在前185/184年時地位大幅提升，可能是這段期間誕下托勒密六世。另一個推論是托勒密六世的荷魯斯名提到「現世的孿生阿匹斯神牛立在誕生石上」，很可能他的誕生與當代阿匹斯神牛有關。當代被選為神牛的公牛出生於前186年1月，在前185年被選為阿匹斯神牛。至於誕生月份，一份賽普勒斯的石刻提到在慶祝國王的生日在埃及曆法的法尔穆西（Pharmouthi）月，因此托勒密六世生日可能在186年5月或6月之間。
他有一個妹妹克麗奧佩脫拉二世，她可能在前186年或前184年之間出生。他還有一個弟弟托勒密八世。他的父王托勒密五世為了讓王國境內和周圍地區都周知其子托勒密六世的名聲，他用兒子托勒密六世的名義贊助一支馬車競技隊伍，出賽前182年的泛雅典娜節運動會，來鞏固其子地位。隨著第五次敘利亞戰爭大敗的陰影，一直壟罩在父親托勒密五世的後期統治，國內托勒密朝廷中主戰派逐漸抬頭，他們意圖對塞琉古帝國復仇並重回往日強國地位，然而主政的主和派一直小心翼翼，防止這個剛平定內亂的國家與塞琉古帝國全面開戰，兩派之間衝突、陰謀不斷。最終在前年180年9月年僅30歲的托勒密五世突發地去世，很可能就是宮廷陰謀造成，因有文獻提到托勒密五世試圖大舉擴軍，主和派因此擔心自身財物會被充作軍費，毒殺了托勒密五世。

## 第一次統治期間

### 攝政時期
托勒密六世匆忙登上王位之時年僅6歲，由母親克麗奧佩脫拉一世擔任王國攝政。在這段時期的官方文件中，克麗奧佩脫拉一世的名字在托勒密六世之前，且發行的錢幣也由她與其子的名義聯合暑名。在對外政策上，克麗奧佩脫拉一世面對高漲主戰派，她主張與塞琉古帝國保持和平的態度，一來是她的娘家是塞琉古王族，二來戰爭爆發的話，她不太可能親自率軍作戰，勢必把軍權委託他人，她的大權可能旁落。克麗奧佩脫拉一世可能於前178年末或前177年初之間去世，而有一些學者則認為她去世的時間在前176年末。
當攝政克麗奧佩脫拉一世臨死之前，托勒密六世對於主政來說年齡還是太小，因此克麗奧佩脫拉一世指定兩位近臣歐拉尤斯（Eulaeus）和勒那烏斯（Lenaeus）作為託孤攝政。歐拉尤斯他是一名宦官，也是托勒密六世的王家家庭教師，他是兩位攝政之中較年長、地位也較高的，他曾經用自己的名義發行過貨幣。勒那烏斯則很可能是當年隨克麗奧佩脫拉一世從塞琉古帝國陪嫁過來的隨從，出身地位不高，主要掌管王國經濟。
歐拉尤斯和勒那烏斯透過強化托勒密六世的殊榮來增強自己的權威性，在前175年早期他們安排托勒密六世與親妹妹克麗奧佩脫拉二世結婚，兄弟姊妹之間的王族近親結婚是托勒密王朝的一項傳統，很可能是模仿古埃及早期法老時的制度。因為當他們成婚時還太小，在起初多年內都沒有誕下子嗣，最終他們共有4個孩子。他們夫妻倆也依照傳統王室崇拜，被神化為兩位「愛母神」（Theoi Philometores），來紀念逝去的母親克麗奧佩脫拉一世。同樣地這也符合古埃及神話和王權中，伊西斯和荷魯斯的關係。

### 第六次敘利亞戰爭（前170年–前168年）

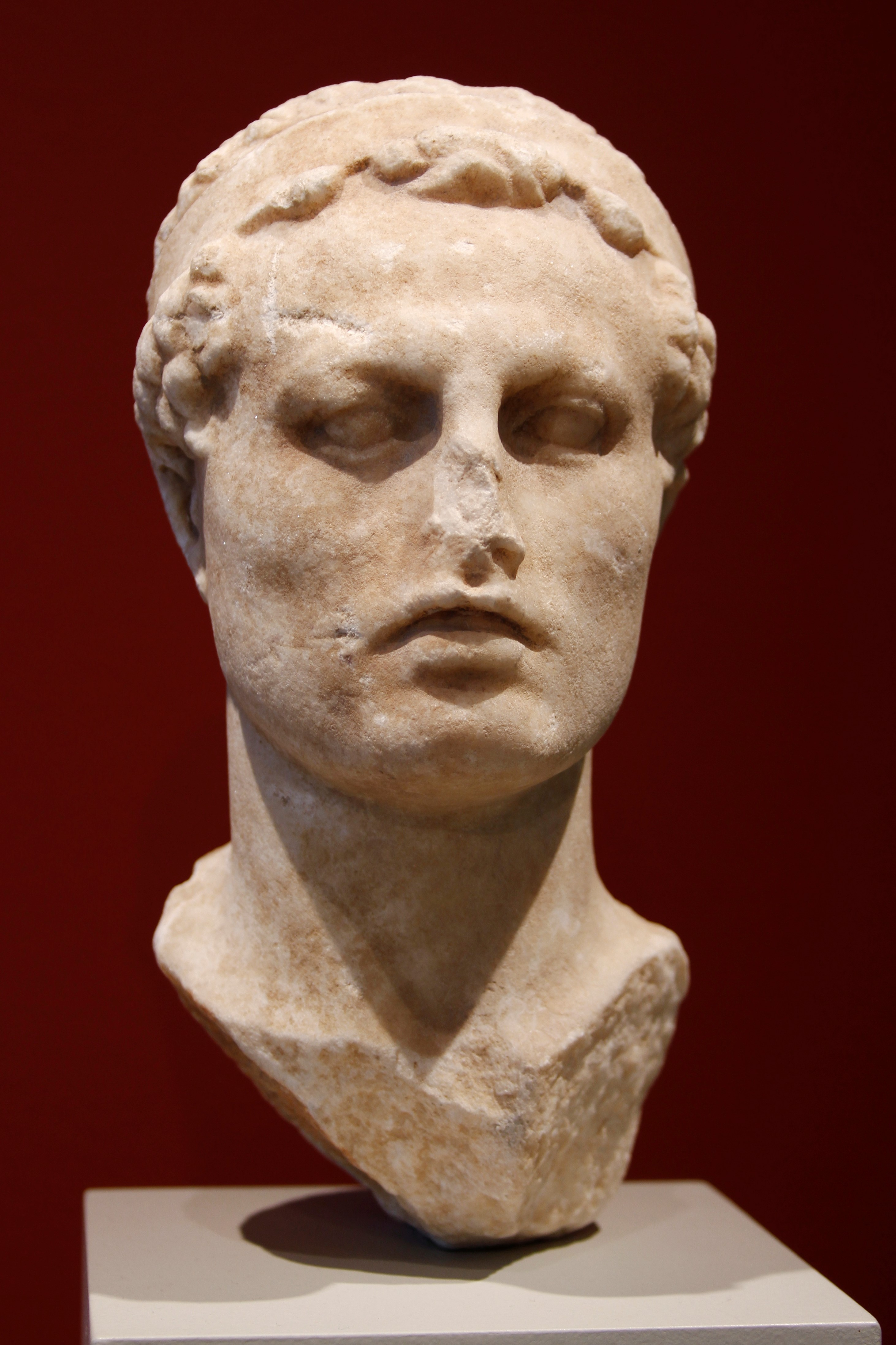
塞琉古帝國安條克四世

塞琉古帝國塞琉古四世是托勒密六世的大舅，他也維持著對埃及的和平政策，然而當前175年塞琉古四世被謀殺，經過兩個月紛爭後，托勒密六世的小舅安條克四世登上塞琉古帝國王位，兩國關係開始轉變。塞琉古王位繼承上的動亂促使托勒密宮廷主戰派聲勢大漲，在主和派最大支持者克麗奧佩脫拉一世早已去世的情況下，此時兩位攝政歐拉尤斯和勒那烏斯無法壓制或無意壓制主戰派他們的聲音。隨著鷹派抬頭，加上國際局勢發生變化，當時強權羅馬共和國與安提柯馬其頓之間關係惡化無暇東顧，最終幾年後這兩國爆發第三次馬其頓戰爭。因此在前172年之時，托勒密埃及政府開始發起新的一輪軍備，準備開啟新的敘利亞戰爭。
前170年10月，托勒密六世的妹妹克麗奧佩脫拉二世和弟弟托勒密八世一同被立為共治王，並以三人共治的這一年為新紀年的開始。學者John Grainger認為兩兄弟其實都是朝臣主戰主和兩派系各自的傀儡，只是在開戰前為顯示和諧、統一的朝廷才形成兄弟共治的模式。不久，托勒密六世年紀將近16歲，為了顯示他已是成人而舉辦「成年禮」（anakleteria），儘管這個典禮象徵他可以自己執政，但實際大權仍就操之在歐拉尤斯和勒那烏斯兩位大臣手上。
前169年春第六次敘利亞戰爭爆發，托勒密大軍從軍事門戶要地貝魯西亞開拔準備入侵巴勒斯坦，但安條克四世早已做好準備，他發大軍截擊，雙方在西奈半島上發生會戰。此戰托勒密軍隊遭到前所未有的大敗，而埃及門戶重地貝魯西亞也被安條克四世所占領，托勒密殘兵四潰逃亡尼羅河三角洲，安條克隨即率大軍入侵埃及本土，奪取下游三角洲許多城鎮，並往亞歷山卓城進軍。
這場大敗導致亞歷山卓的托勒密政府面臨崩潰，重臣歐拉尤斯準備把國王托勒密六世和國庫中的財寶送往愛琴海的薩莫色雷斯島避難。然而當此逃亡計畫實行之前，托勒密埃及兩位高級將領科马努斯（Comanus）和齊納斯（Cineas）就先行一步發動軍事政變，掌控了托勒密政府。當安條克四世率軍兵臨亞歷山卓城下，托勒密六世只得親自與安條克四世會面，雙方簽訂和約，和約明定未來托勒密埃及將成為塞琉古帝國的屬國。當亞歷山卓的公民們聽聞和約的內容後大為不滿，開始暴動。科马努斯和齊納斯領導的托勒密政府隨即否定合約的合法性，並把托勒密六世放逐，宣布托勒密八世是唯一的國王，至於另一位共治王克麗奧佩脫拉二世文獻並沒有提到當時她的立場和所在。安條克四世聞之和約被推翻後大怒，他收容托勒密六世並發動亞歷山卓圍城戰，但他無法攻下這座巨城，在前169年冬季來臨前於9月從埃及退兵，留下托勒密六世做為傀儡留守在孟菲斯，安條克也留下一部分塞琉古守軍在貝魯西亞，為隔年再度入侵做準備。
在安條克暫時撤軍兩個月後，托勒密六世脫離塞琉古帝國的掌控，並重新與托勒密八世與克麗奧佩脫拉二世和解，返回亞歷山卓重登王位。重新修復的三元共治政府再度準備作戰，遣使到希臘本土召募新的雇傭軍，而安條克四世也如計畫在隔年前168年春季再度率軍進入埃及本土。去年時安條克四世還可以用「修復外甥托勒密六世王位」的名義，來攻取埃及城鎮，但這次不行。當本次安條克迅速攻占孟菲斯後，他為自己冠上埃及國王的頭銜，並再一次往亞歷山卓進軍。然而，托勒密政府遣使向羅馬共和國求救的請求收到回報，羅馬擔心東方兩個希臘化大國如果合併將會威脅到羅馬在地中海的霸權，由元老院派遣大使蓋烏斯·波皮利烏斯·拉埃納斯挾著同年羅馬大軍摧毀安提柯馬其頓王國的餘威，在亞歷山卓的城郊厄琉息斯（Eleusis）與安條克四世接觸，羅馬大使強勢對安條克下最後通牒，要求安條克四世立即撤軍，被迫同意的安條克只得結束與托勒密埃及的戰爭。

### 叛亂與被放逐
在第六次敘利亞戰爭中托勒密六世、弟弟托勒密八世和妹妹克麗奧佩脫拉二世三元共治的情形仍在戰爭後期維持，但因為托勒密軍隊在軍事上的潰敗，王室的威望大幅下降，且戰爭中托勒密六世和八世之間的立場矛盾，也永久的傷害兩人在戰後之間的關係。
前165年一位可能出身本土埃及裔重要朝臣狄奥尼修斯·佩托萨拉皮斯（Dionysius Petosarapis），他企圖誘使托勒密兄弟不和來奪權，在事跡敗露時他鼓動亞歷山卓的希臘公民暴動，騙他們說托勒密六世準備謀殺弟弟，正當暴民們氣憤填膺宣鬧要把托勒密六世驅逐時，托勒密六世戲劇化與弟弟親密地一同公開在體育場出席亮相，破除這個謠言，也平息了動亂。狄奥尼修斯在混亂中逃出亞歷山卓，隨後鼓動一些軍官和部隊造反，隨後一年法尤姆地區發生過激烈的戰鬥。另一方面，差不多在同一時間在上埃及的底比得（Thebaid）地區，發生另一場與狄奥尼修斯無關的叛變，並最終叛軍捲襲該地，推翻托勒密埃及在當地的統治，建立了本土的埃及政權。托勒密六世被迫率軍去各地平亂，他花了好大功夫才攻下被叛軍占領的帕诺波利斯（Panopolis）。
經過多年的內外戰爭和動亂，埃及許多農田都被廢棄，嚴重損耗政府的農業收入。在前165年秋季，托勒密埃及政府發佈一份有關農業的王家政令去處理這個問題，這份政令強迫土地要重新耕種為農地，這項措施很不得民心，引來全面抗議。此外，政府方面還建立一個新的部門來管理特別帳戶（Idios Logos），當處理充公的土地或廢棄的土地買賣時須匯入這個王室的帳戶。
到了前164年下半，當托勒密六世從南征回來不久，他的弟弟共治王托勒密八世大約20歲了，不知怎麼的他把托勒密六世和克麗奧佩脫拉二世的權位剝奪並且驅除出境，文獻並沒有提到事件的發生經過。托勒密六世被迫前往羅馬尋求幫助，一路上相當寒酸地，只有一位宦官和三位僕役跟隨。在羅馬他並沒有得到任何幫助，他只得前往還效忠於他的塞普勒斯島。

## 第二次統治期間
前163年夏季亞歷山卓的公民發起暴動，驅逐了國王托勒密八世，並邀請托勒密六世回國復位。當托勒密六世重回王位後，可能在當時亞歷山卓的羅馬代理人唆使下，他與弟弟立了協議，把昔蘭尼加分給托勒密八世作為領地。此後托勒密埃及由托勒密六世和克麗奧佩脫拉二世兩人共治，回到傳統的二元共治模式，在所有的官方文件中兩人都被連帶提起。二元共治模式幾乎在托勒密埃及晚期歷史中是基本準則，共治夫妻需在聯名發佈大赦令，並在埃及曆法中的新年那一天需拜訪孟菲斯並舉辦慶典。

### 與托勒密八世和塞琉古帝國的衝突

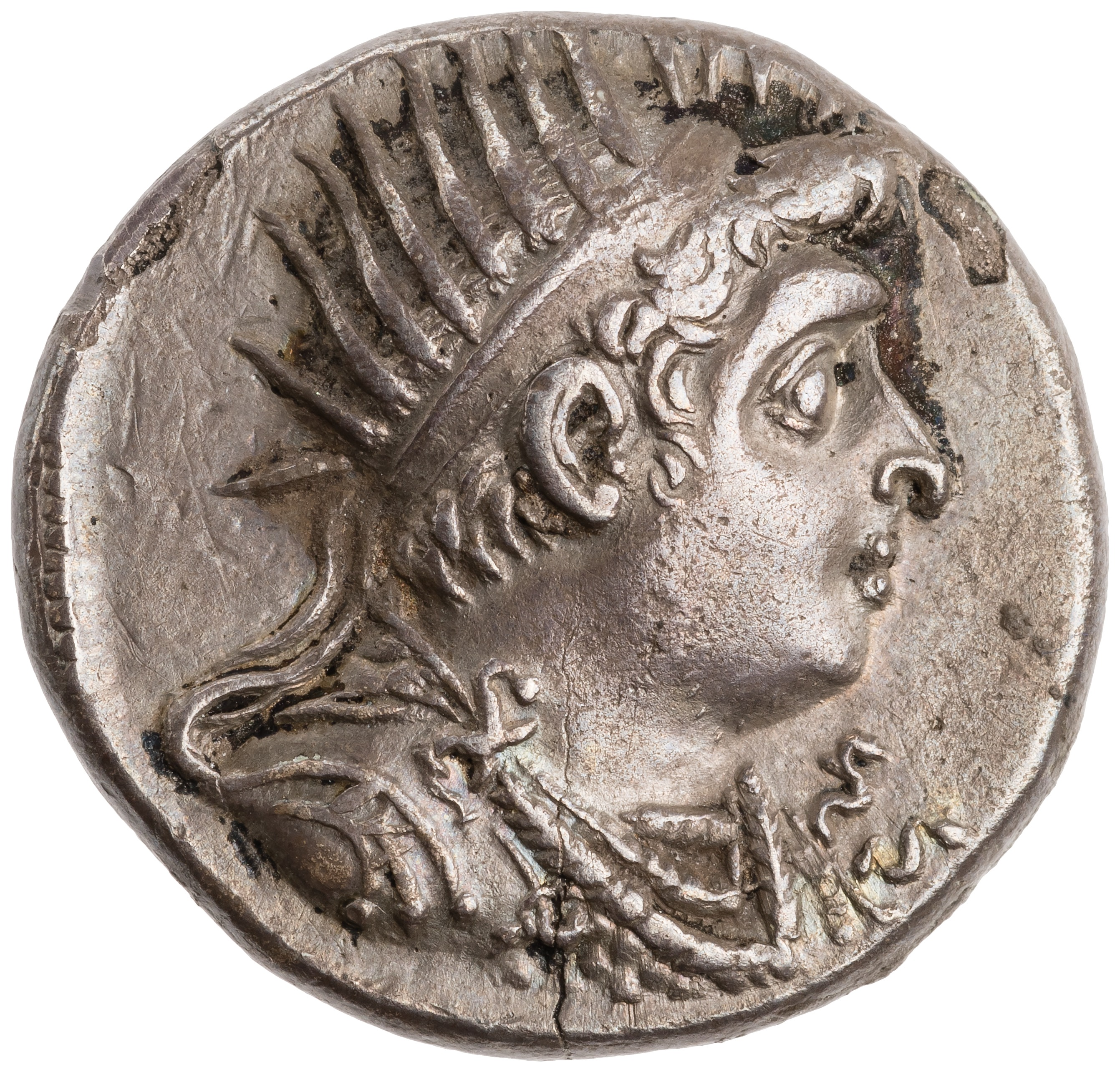
托勒密八世的錢幣

僅當上昔蘭尼國王的托勒密八世並不滿足，他在前163年下半或前162年上半時前往羅馬去尋求支援，羅馬元老院同意兄弟倆的分割協議對托勒密八世不公平，並宣告塞普勒斯島也應屬於托勒密八世的領地。羅馬派遣提圖斯·曼利乌斯·托尔卡图斯（Titus Manlius Torquatus）和格奈乌斯·科尔内利乌斯·梅鲁拉（Gnaeus Cornelius Merula）兩人為大使，前往東方要求托勒密六世交出塞普勒斯，但托勒密六世採取拖延和蒙混，此事就不了了之。當使臣他們於前162年底無功返回羅馬，他們說服元老院廢除與托勒密六世的盟約，並允許托勒密八世可以用武力奪取塞普勒斯。除此之外，羅馬元老院並沒有再給托勒密八世其它實質幫助，塞普勒斯島也一直實質由托勒密六世統治。
在前162年，托勒密六世計畫讓塞琉古帝國陷入動盪，他在羅馬的代理人協助塞琉古國王安條克五世的堂哥德米特里一世從羅馬人質的生活中脫逃，返回塞琉古帝國境內奪取王位，未成年的安條克五世隨即被殺。當德米特里一世奪得王位後，他與托勒密六世之間的利益隨即改變，兩國的敵意越來越重，雙方都預期會有戰爭而開始準備。在前158年或前154年之時，托勒密六世的賽普勒斯總督阿基亞斯（Archias）企圖以500塔兰同的價格把塞普勒斯島賣給德米特里一世，但在施行前就被六世給抓捕並吊死。
在前154年托勒密八世從一場暗殺中死裡逃生，並直指這是托勒密六世唆使，八世再度前往羅馬向元老院請求對抗托勒密六世。元老院這次同意派第二次使團，以格奈烏斯·哥尼流·梅鲁拉（Gnaeus Cornelius Merula）和路奇烏斯·米努修斯·瑟姆斯（Lucius Minucius Thermus）兩人為首，並帶著一支艦隊護送托勒密八世到賽普勒斯島，儘管羅馬人大動作支持八世，但實際上並沒有打算武力介入，托勒密八世仍需靠自己的力量奪取這座島嶼。在羅馬人的造勢下，托勒密八世成功在賽普勒斯的拉帕索斯（Lapathus）站穩腳跟，對此托勒密六世發起反擊，在克里特同盟（Cretan League）的幫助下，六世派軍隊圍攻弟弟所在的拉帕索斯並成功抓到他。儘管獲得勝利，托勒密勸告弟弟放棄賽普勒斯，並讓他繼續保留昔蘭尼的統治，同時承諾會每年給他一批糧食，也答應若以後女兒成年會許配給八世為妻，這位女兒可能是克麗奧佩脫拉·特婭。
當與兄弟的衝突結束後，托勒密六世開始致力提升自己的長子托勒密·歐帕托爾的地位，意圖培養他為王國的繼承人。這位小王子在前158年不僅當上亞歷山大大帝祭司，並且享受王室崇拜，此時他才年僅8歲。到了前152年春季，14歲的托勒密·歐帕托爾獲得國王巴西琉斯的頭銜，正式成為父母的共治者。但同年小國王就英年早逝，托勒密六世儘管還有其他兒子，但還太小，留下一個王位繼承的不確定性。托勒密他改為提升女兒克麗奧佩脫拉三世的地位，在前146年給予她神格化崇拜。

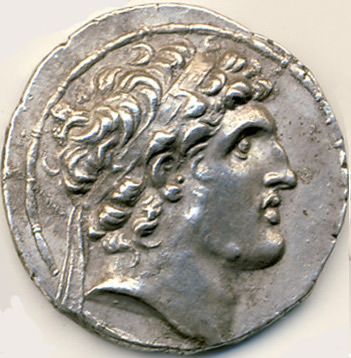
塞琉古帝國亞歷山大·巴拉斯的錢幣

### 干涉塞琉古內戰與第七次敘利亞戰爭
前153年一位塞琉古王位宣稱者亞歷山大·巴拉斯出現在歷史舞台上，現代學者John Grainger倡議托勒密六世參與其中，是他提供亞歷山大·巴拉斯經濟支援、運送船隊來奪取托勒邁斯·阿卡，使阿卡成為亞歷山大·巴拉斯的進軍基地，甚至John Grainger認為亞歷山大的大臣阿摩尼阿斯（Ammonius）可以被視為托勒密埃及的代理人。但關於這點其實沒有明確證據，另一位學者Boris Chrubasik表示亞歷山大在塞琉古內戰初期的勝利中並沒有太多托勒密埃及參與的證據，他也挑戰阿摩尼阿斯是托勒密埃及代理人的說法。無論如何到了前150年時，托勒密六世和贏得內戰的亞歷山大·巴拉斯簽下盟約與婚約，亞歷山大迎娶托勒密時為少女的女兒克麗奧佩脫拉·特婭，兩人盛大的婚禮就舉辦在托勒邁斯·阿卡。

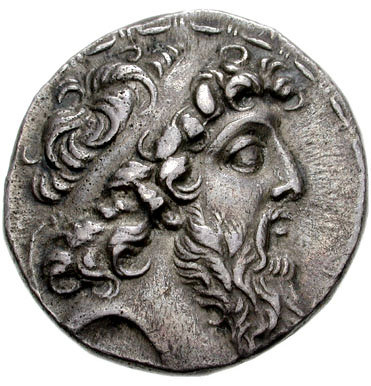
塞琉古帝國德米特里二世的錢幣

塞琉古國王亞歷山大·巴拉斯統治非常不穩，不久就國內就發生內戰。在前146年5月托勒密六世在邊界聚集大軍，名義上是宣稱要幫亞歷山大·巴拉斯擊敗另一位王位宣稱者德米特里二世，實際上托勒密是想要奪回第五次敘利亞戰爭中的柯里敘利亞和腓尼基地區之失土。趁著亞歷山大身陷奇里乞亞平亂的戰事中，托勒密六世親自率領大軍進入巴勒斯坦，通過塞琉古帝國的屬國馬加比家族約拿單·亞腓斯的領土，一路上佔領了塞琉古帝國的沿海城市。當他進軍至托勒邁斯·阿卡時，他宣稱亞歷山大對他有敵意。根據羅馬時期猶太歷史學家弗拉維奧·約瑟夫斯的描述，托勒密發現亞歷山大的大臣阿摩尼阿斯企圖謀殺自己，於是要求亞歷山大要把阿摩尼阿斯處死，遭到拒絕。約瑟夫斯認為托勒密六世一開始是真誠想幫助亞歷山大，直到此時才憤而轉向。然而另一份文獻馬加比一書則是說托勒密六世從遠征一開始就是為了幫助德米特里二世，之前都是偽裝的口號。無論如何，當托勒密一路向北繼續進軍，塞琉古重要城市塞琉西亞·佩里亞（Seleucia Pieria）也落在他的手裡之後，托勒密解除女兒的婚姻，並把克麗奧佩脫拉·特婭再婚給德米特里二世，正式宣布與亞歷山大開戰，轉而支持德米特里二世。
托勒密六世的攻勢非常順利，甚至負責守衛帝國首都安條克城的亞歷山大·巴拉斯軍隊大將狄奧多特和伊厄拉斯都獻城投降，托勒密還可能在這些敘利亞城市發行自己的錢幣。托勒密六世開始為自己宣稱整個塞琉古帝國，他開始冠上「亞細亞之王」頭銜，在這一小段期間文書上稱呼他為「亞細亞」和「埃及」國王。然而不久，他擔心這樣東方兩個希臘化大國將會合併的處境，會激發羅馬共和國深深憂慮和立即敵意，所以就放棄「亞細亞之王」頭銜，並把佔領地控制在柯里敘利亞以南區域。同時以德米特里二世的「監護人和良師」的名義來控制這位塞琉古王位宣稱者.。
亞歷山大·巴拉斯帶著大軍從奇里乞亞返回敘利亞，與托勒密六世和德米特里二世的聯軍於奧諾帕魯斯河戰役展開決戰。此戰托勒密埃及聯軍大勝，亞歷山大兵敗逃亡阿拉伯部落，隨即被殺。他的首級被帶到托勒密六世面前，似乎這是亞歷山大大帝病逝以來，又一次兩個繼業者大國托勒密埃及和塞琉古帝國重新合併的可能，但因為托勒密六世也在戰場上受了重傷，五日後就傷重不治去世。隨著托勒密六世的去世，托勒密大軍陷入慌亂，在歸途中之前的盟友德米特里二世襲擊這支遠征軍，追擊直至埃及本土邊界為止，本次戰爭中所得的領土也全部失去。托勒密六世似乎有意讓自己的兒子托勒密·尼奧斯繼承王位，但現在他年僅7歲，因此王國首都亞歷山卓的公民們把托勒密八世請回，請他繼承王位。

## 政策

### 法老思想和埃及宗教

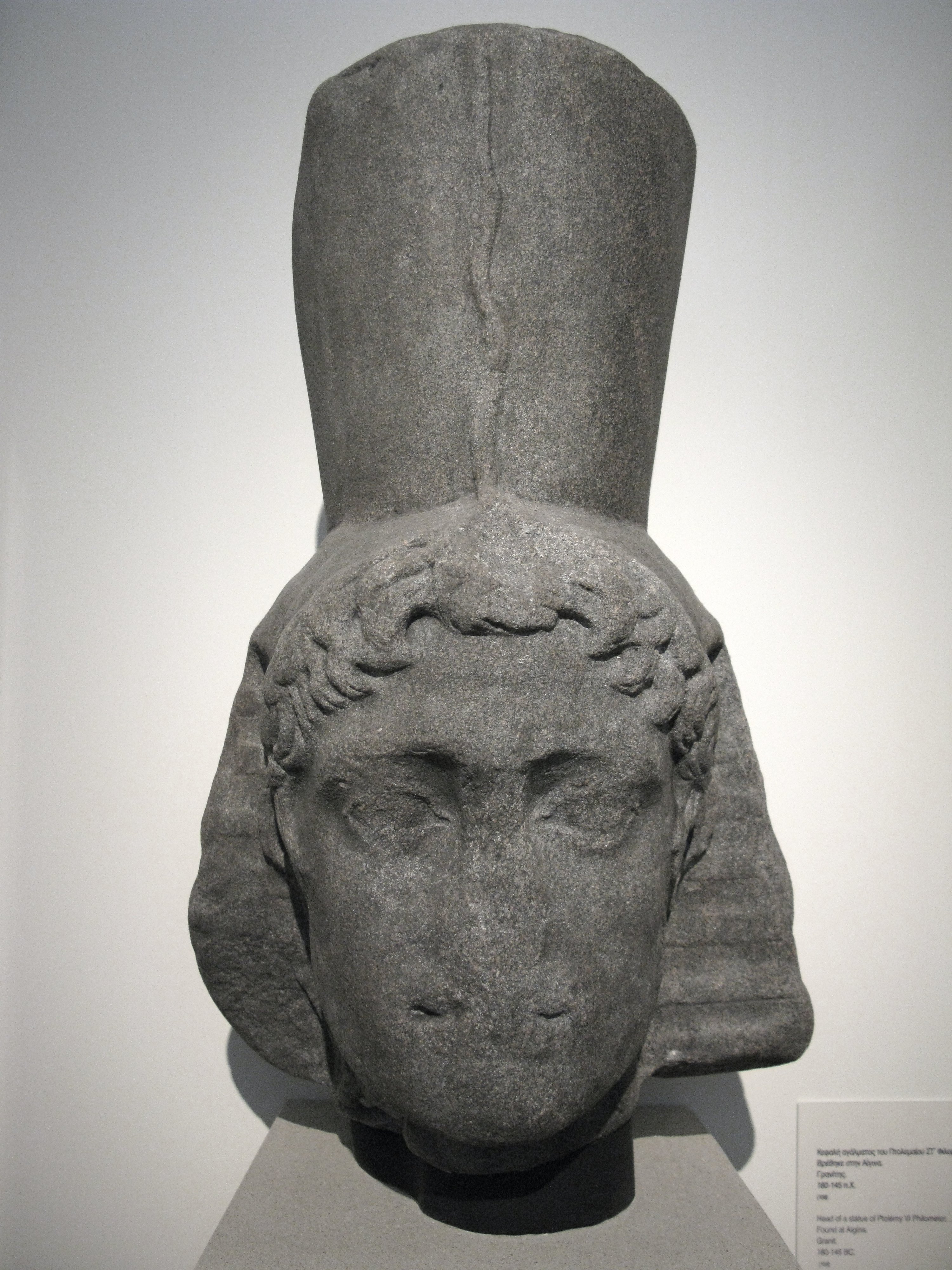
以法老姿態的托勒密六世，靠近埃伊納島水域發現

如同他的前任者，托勒密六世遵循埃及的傳統做好法老的角色，並與埃及祭司之間維持互利，尤其是他與孟菲斯的卜塔和阿匹斯信仰有著密切關係。托勒密六世和克麗奧佩脫拉二世似乎每年在埃及曆法的新年時拜訪孟菲斯，並停留在塞拉比斯神廟（Serapeum）內，在訪問期間托勒密六世滿足法老的預期，親自舉辦奉祭儀式。
在前161年夏季，托勒密六世和克麗奧佩脫拉二世召集了一次全埃及祭司的宗教會議，通過一項減稅法令和其他對祭司們恩惠的政策，來換取埃及神廟對王室神格化崇拜殊榮，其中一些教令在托勒密三世之後的統治者都曾發布過。這份教令僅剩一塊殘碑，編號「CG 22184」存於後世。其他一些的石刻記錄托勒密六世統治期間不同時間點的特殊恩惠事蹟，如前157年9月托勒密將多得卡斯科諾斯（Dodecaschoenus）地區的所有稅收收入贈予菲萊的伊希斯神廟，之前托勒密六世他的前任者曾授予過這項恩惠，而六世再確認之並將這項稅收贈予明文記錄在多得卡斯科諾斯法令中。大約在前145年左右，托勒密把努比亞首領上繳的貢金贈與給菲萊的曼杜利斯（Mandulis）祭司。

### 與猶太人關係
羅馬帝國時期猶太歷史學家弗拉維奧·約瑟夫斯強調托勒密六世個人對猶太人和他們的內在價值很有興趣。猶太社群至少在前五世紀開始就出現在埃及境內，當托勒密埃及從前311年控制耶路撒冷以後，埃及境內的猶太社群就有顯著增長。到了托勒密六世時猶太人不僅已長期在托勒密軍隊裡中服役，他們還享有不同於埃及人的特權，儘管特權不如希臘和馬其頓人那般多。到了前160年年代，隨著猶地亞地區爆發馬加比家族反塞琉古帝國起義，不少猶太人因內戰和戰爭逃離家園來到埃及，並推前任猶太大祭司之子敖尼雅四世（Onias IV）為首，其父敖尼雅三世的大祭司之位曾被塞琉古政府廢黜。托勒密六世允許他們定居在莱昂托波利斯（Leontopolis）一帶，這些地區後來被稱為敖尼雅之地（Land of Onias）。到了現代，該地還留下「猶太人山丘」（Tell al-Jahudija）的地名。托勒密六世不僅允許猶太人在莱昂托波利斯依照耶路撒冷神殿的樣式，建造一座新的神殿，並由敖尼雅四世擔任大祭司，同時也讓敖尼雅四世在托勒密軍隊中擔任高職，他的家族後來成為托勒密埃及宮廷中顯赫成員之一。王國首都亞歷山卓城內也有很多猶太人，他們跟希臘人一樣有著自己的城區，也有自己的自治組織（politeuma）來進行管理，由猶太人擔任族長壹土那克（ethnarch）來領導。很有可能是托勒密六世時建立猶太人的自治組織。

### 與努比亞關係

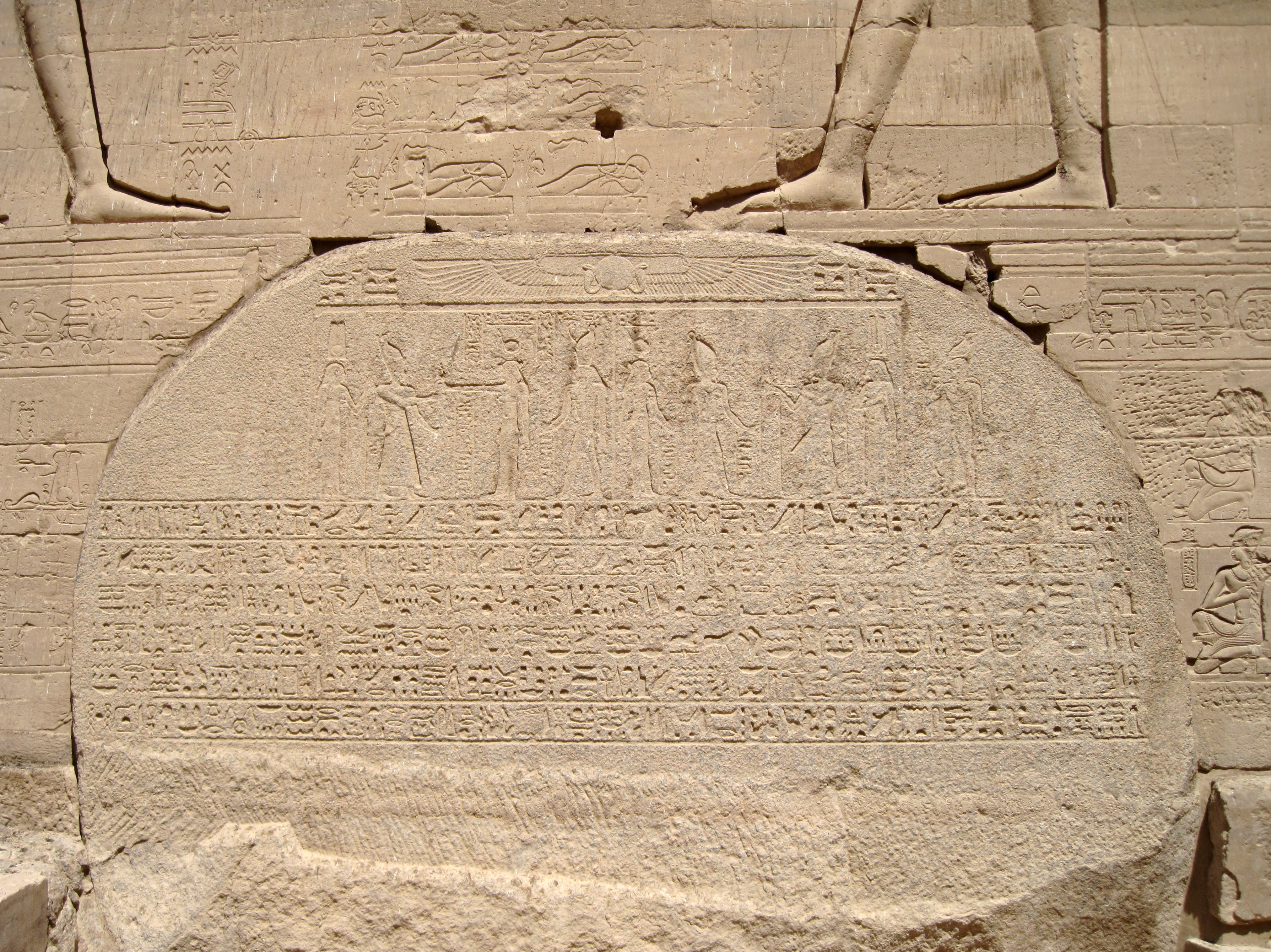
拓勒密六世在菲萊的石碑，上頭記載稅收贈予伊希斯神廟

直到托勒密六世之時，托勒密埃及一直控制亞斯文以南到尼羅河第二瀑布之間的地區，這地區又被稱為特拉康塔斯科諾斯（Triakontaschoinos）或下努比亞（Lower Nubia），此地富含金礦。在整個前160年和前150年代，托勒密六世時的托勒密政府依舊控制努比亞地區北部作為勢力範圍，他將該地多得卡斯科諾斯地區的稅收賜與神廟，並在前157年讓人立在石碑上，把石碑崁入於菲萊的伊希斯神廟的第一塔門（pylon）上作為裝飾，特過這種方式大力宣傳來強調托勒密埃及統治整個努比亞。另外，之後的其他石刻提到有一些努比亞的首領們在這一時期納貢金給托勒密政府，托勒密六世把之些轉賜給曼杜利斯（Mandulis）的祭司。為了確保該地區安全，上埃及的統帥波愛修斯（Boethus）建立了兩座新的城市，分別命名菲洛墨特里斯（Philometris）和克麗奧佩脫拉，來榮耀托勒密六世這對王室伉儷。

## 子嗣
托勒密六世和他的妹妹克麗奧佩脫拉二世結婚，並育有下列孩子:
| 名字              | 圖片 | 出生                    | 死亡            | 備註 |
| ----------------- | ---- | ----------------------- | --------------- | --- |
| 托勒密·歐帕托爾   |      | 前166年10月15日         | 前152年8月      | 在前152年登上王位與父親短暫共治                                                                                        |
| 克麗奧佩脫拉·特婭 |      | 約前164年               | 前121/0年       | 先後與塞琉古王朝國王亞歷山大·巴拉斯、德米特里二世、安條克七世成婚，最終成為塞琉古攝政。                                |
| 克麗奧佩脫拉三世  |      | 前160年–前155年之間某刻 | 前101年9月      | 嫁給他的叔叔托勒密八世，從前116/5年–前101年間分別與其子托勒密九世和托勒密十世一同共治                                  |
| 托勒密            |      | 約前152年               | 前130年?        | 可能是與隱晦不明的托勒密·尼奧斯是同一人，他曾經在前130年代當上共治王。                                                 |
| 貝勒尼基?         |      | 前160年代?              | 死於前133年以前 | 曾短暫與帕加馬王國阿塔羅斯三世訂婚，對於她的身世和血脈關係都不清楚，甚至是否是托勒密王族成員都很不明，完全在臆測之中。 |

## 註腳
1. 1 2 3 4 5 6 7 8  Chris Bennett. . Tyndale House.   [May 22, 2013]. （原始内容存档于2018-12-16）.
2. ↑  Diodorus Bibliotheca historica 31.18;
3. ↑  Polybius The Histories 39.7'5;
4. ↑  Polybius The Histories 39.7'1;
5. 1 2  Grainger 2010，第274頁
6. 1 2  Chris Bennett. . Tyndale House.   [September 28, 2019]. （原始内容存档于2019-09-28）.
7. ↑  Koenen, Ludwig. . Archiv für Papyrusforschung. 1960, 17: 13 n. 2.
8. ↑  Mitford, T. B. . American Journal of Archaeology. 1961, 65 (2): 129. JSTOR 502666. doi:10.2307/502666.
9. ↑  IG II² 2314 l. 56; Tracy, Stephen V.; Habicht, Christian. . Hesperia. 1991, 60 (2): 221. JSTOR 148087. doi:10.2307/148087.
10. ↑  耶柔米, Commentary on Daniel 11.20
11. ↑  Hölbl 2001，第143頁
12. ↑  Grainger 2010，第281–2頁
13. ↑  Morkholm 1961，第32–43頁
14. ↑  . Ancient Egypt Online.   [May 22, 2013]. （原始内容存档于2019-02-04）.
15. ↑  Hölbl 2001，第143 & 168頁
16. ↑  馬加比二書 3.
17. ↑  Hölbl 2001，第143–4頁
18. ↑  Grainger 2010，第284–8頁
19. ↑  李維 XLII.26.8
20. ↑  Skeat, T.C. . Journal of Egyptian Archaeology. 1961, 47: 107–113.
21. ↑  Grainger 2010，第294–5頁
22. ↑  Polybius XXVIII.12.8
23. 1 2  Walbank, F. W. . Oxford: The Clarendon Press. 1979: 321ff.
24. ↑  Diodorus 30.16
25. ↑  Polybius 28.19; Diodorus 30.18
26. ↑  Grainger 2010，第296–7頁
27. ↑  Polybius 28.21; Diodorus 30.17
28. ↑  Polybius 28.19
29. ↑  Polybius 30.23
30. ↑  Grainger 2010，第297–300頁
31. ↑  Polybius 29.23.4; Porphyry FGrH 260 F 2.7
32. ↑  Grainger 2010，第300–1頁
33. ↑  Hölbl 2001，第144–6頁
34. ↑  Grainger 2010，第301–2頁
35. ↑  Polybius 29.23.4; Livy 45.11.2-7
36. ↑  Grainger 2010，第303–4頁
37. ↑  Diodorus 31.1
38. ↑  Mooren, L. . . Brussels. 1978–1979: IV.78–84.
39. ↑  Polybius 9.27; Diodorus 31.2-3.
40. ↑  Hölbl 2001，第146–8頁
41. ↑  Grainger 2010，第305–8頁
42. 1 2 3  Grainger 2010，第310–1頁
43. ↑  Diodorus 31.15a
44. 1 2  McGing, B.C. . Archiv für Papyrusforschung. 1997, 43 (2): 289–90.
45. ↑  Hölbl 2001，第181頁
46. ↑  Diodorus 31.17b
47. ↑  Hölbl 2001，第181–2頁
48. ↑  P. Genova 3.92 (original text （页面存档备份，存于）)
49. ↑  Hölbl 2001，第182頁
50. ↑  Diodorus 31.18; 瓦萊里烏斯·馬克西姆斯 5.1.1.
51. 1 2 3  Hölbl 2001，第183頁
52. ↑  Hölbl 2001，第184頁
53. ↑  Polybius 31.10, 17-20
54. ↑  Grainger 2010，第312 & 319–320頁
55. ↑  Polybius 33.11.4-7
56. ↑  Hölbl 2001，第185–7頁
57. 1 2  Grainger 2010，第325頁
58. ↑  Grainger 2010，第321 & 325頁
59. ↑  Polybius 33.5
60. ↑  Grainger 2010，第326–328頁
61. ↑  Bagnall, Roger. . Leiden: Brill. 1976: 257.
62. ↑  Polybius 33.11
63. ↑  Orientis graeci inscriptiones selectae 116
64. ↑  Polybius 39.7; Diodorus 31.33
65. ↑  Hölbl 2001，第187–8頁
66. ↑  Grainger 2010，第327–328頁
67. ↑  Grainger 2010，第330–332頁
68. ↑  馬加比一書 10.48-58; Josephus, Antiquities of the Jews 13.80-82.
69. 1 2 3  Hölbl 2001，第192–3頁
70. ↑  Chrubasik 2016，第131–2頁
71. ↑  Josephus Antiquities of the Jews 13.106-107
72. ↑  馬加比一書 11.3-8
73. ↑  Lorber, Catharine C. . Numismatic Chronicle. 2007, 167: 105–17.
74. 1 2  Chrubasik 2016，第133–134頁
75. ↑  I Maccabees 11; Josephus Antiquities of the Jews 13.106-107, 115
76. ↑  Strabo 16.2.8.
77. ↑  I Maccabees 11.1-11.19
78. ↑  Josephus, Antiquites of the Jews 13.120; 巴比倫天文日誌 III.144 obv. 35
79. ↑  Chrubasik 2016，第134–5頁
80. ↑  Lanciers, C. . Gottinger Miszellen: Beiträge zur agyptologischen Diskussion. 1987, 95: 53–61.
81. 1 2  Hölbl 2001，第189頁
82. ↑  Josephus, Antiquities of the Jews 13.74-79
83. ↑  弗拉維奧·約瑟夫斯 Antiquities of the Jews 12.387 & 13.65-71
84. ↑  Hölbl 2001，第189–191頁
85. ↑  Török, László. . Leiden, New York, Köln: Brill. 2009: 400–404  [2022-02-27]. ISBN 978-90-04-17197-8. （原始内容存档于2021-05-11）.